# تشارلي هاميلتون جيمس
تشارلي هاميلتون جيمس (بالإنجليزية: Charlie Hamilton James)‏ هو مقدم تلفزيوني ومصور بريطاني، ولد في 1974.

## وصلات خارجية
- الموقع الرسمي
- تشارلي هاميلتون جيمس على موقع IMDb (الإنجليزية)
- تشارلي هاميلتون جيمس على موقع قاعدة بيانات الفيلم (الإنجليزية)